# Wuhans virologiska institut

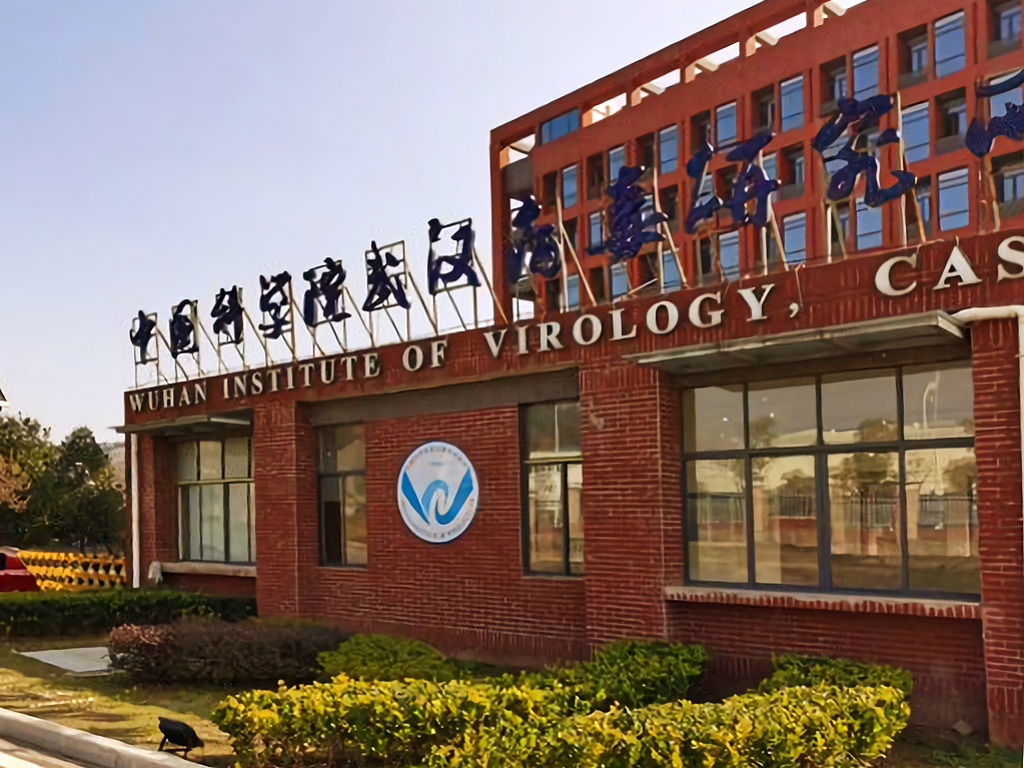
Huvudingången för Wuhans virologiska institut i december 2016

Wuhans virologiska institut (Kinesiska: 中国科学院武汉病毒研究所) är ett forskningsinstitut med fokus på virologi. Det administreras av kinesiska vetenskapsakademien, vilka rapporterar till Folkrepubliken Kinas statsråd.
Institutet är en av nio oberoende organisationer i Wuhans avdelning i vetenskapsakademien. Institutet ligger i distriktet Jiangxia, Wuhan, Hubei. Det grundades 1956 och blev 2018 Kinas första laboratorium som klassades med den biologiska skyddsnivån BSL-4.
Institutet har samarbetat med Galveston National Laboratory i USA, med Centre International de Recherche en Infectiologie i Frankrike, och National Microbiology Laboratory i Kanada.
Institutet har varit ett center för studier av coronavirus.